# Florence Hunt
Florence Hunt (* 2. Februar 2007) ist eine britische Schauspielerin.

## Leben und Karriere
Hunt wurde am 2. Februar 2007 geboren. Sie nahm am Schauspielunterricht am Television Workshop in Nottingham teil. Ihr Debüt gab sie 2020 in der Netflixserie Cursed – Die Auserwählte. Im selben Jahr wurde Florence Hunt international bekannt als Hyacinth Bridgerton in der Netflix-Serie Bridgerton.
Außerdem spielte sie 2021 die Rolle der Vera in der Bühnenadaption von Force Majeure im Donmar Warehouse. 2023 wurde bekannt gegeben, dass sie in dem Film Queen at Sea zu sehen sein wird.

## Filmografie (Auswahl)
- 2020: Cursed – Die Auserwählte
- seit 2020: Bridgerton

## Auszeichnungen

### Nominiert
- 2021: Screen Actors Guild Award in der Kategorie „Screen Actors Guild Award/Bestes Schauspielensemble in einer Dramaserie“[5]